# Tabaksnecrosevirus
Het tabaksnecrosevirus (TNV) is een RNA-virus in het geslacht necrovirussen onder de familie tombusviridea dat de tabaksplant (Nicotiana tabacum) kan infecteren.
Naast de tabaksplanten kan het veel ander planten infecteren, waarbij de veroorzaakte ziekte soms unieke namen hebben. In tulpen (Tulipa) wordt de ziekte bijvoorbeeld Augustaziekte genoemd en in aardappelen (Solanum tuberosum) wordt het de ABC ziekte genoemd. Naast tabaksplanten, tulpen en aardappelplanten kan het virus ook sla (Lactuca), tuinkers (Lepidium sativum), kool (Brassica oleracea), mungbonen (Phaseolus aureus), oosterse wingerd (Parthenocissus tricuspidata), sojabonen (Acta Phytopathologica Sinica) en Nicotiana benthamiana infecteren, en mogelijk ook andere planten.
Het virus kan onderverdeeld worden in 2 serotypes en 7 stammen; serotype A met stammen a, b, c, f & s en serotype D met stammen d & e.

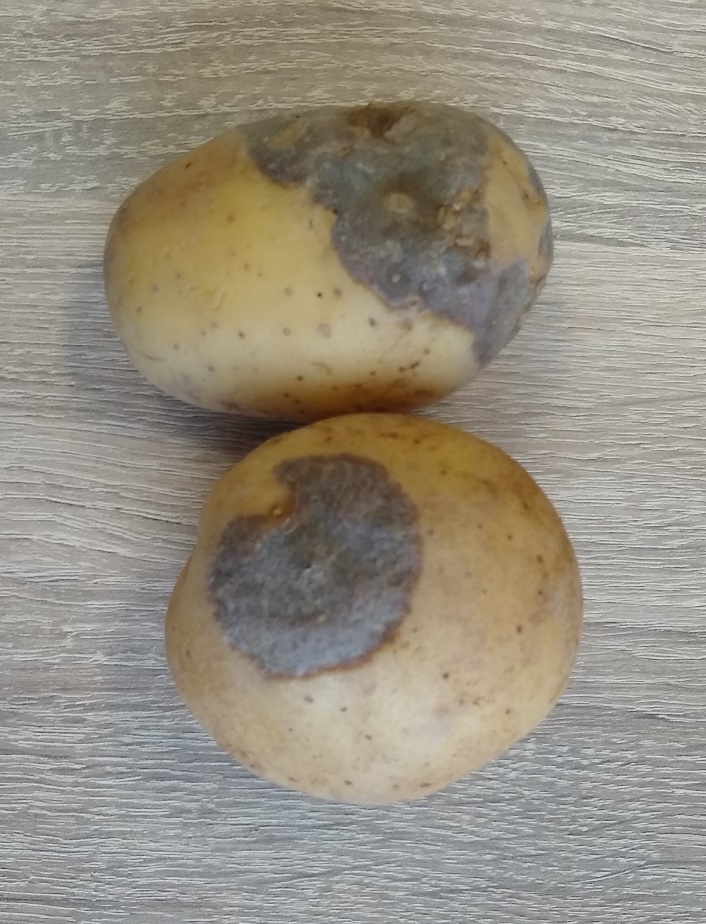
TNV symptoom B in aardappelen van het ras Melody; ingezonken zwartbruine plekken en uitdroging. De zwartbruine plekken zijn zo hard als steen.

In aardappelen wordt het de ABC ziekte genoemd vanwege de drie symptomen die het virus in de knollen veroorzaakt te beginnen bij symptoom A; uitpuilende blazen, wat tijdens de bewaring van knollen na het oogsten overgaat in symptoom B; ingezonken zwartbruine gekleurde plekken en uitdroging en symptoom C; op schurft lijkende stervormige barsten.

## Infectie
Infectie van het virus wordt gedaan door middel van zöosporen van Olpidium brassicae of Olpidium virulentus, aan elkaar verwante bodemschimmels die soms als één soort en soms als aparte soorten worden gezien. het is daarom niet duidelijk welke soort precies zorgt voor de besmetting.